# Yu Woo-ik

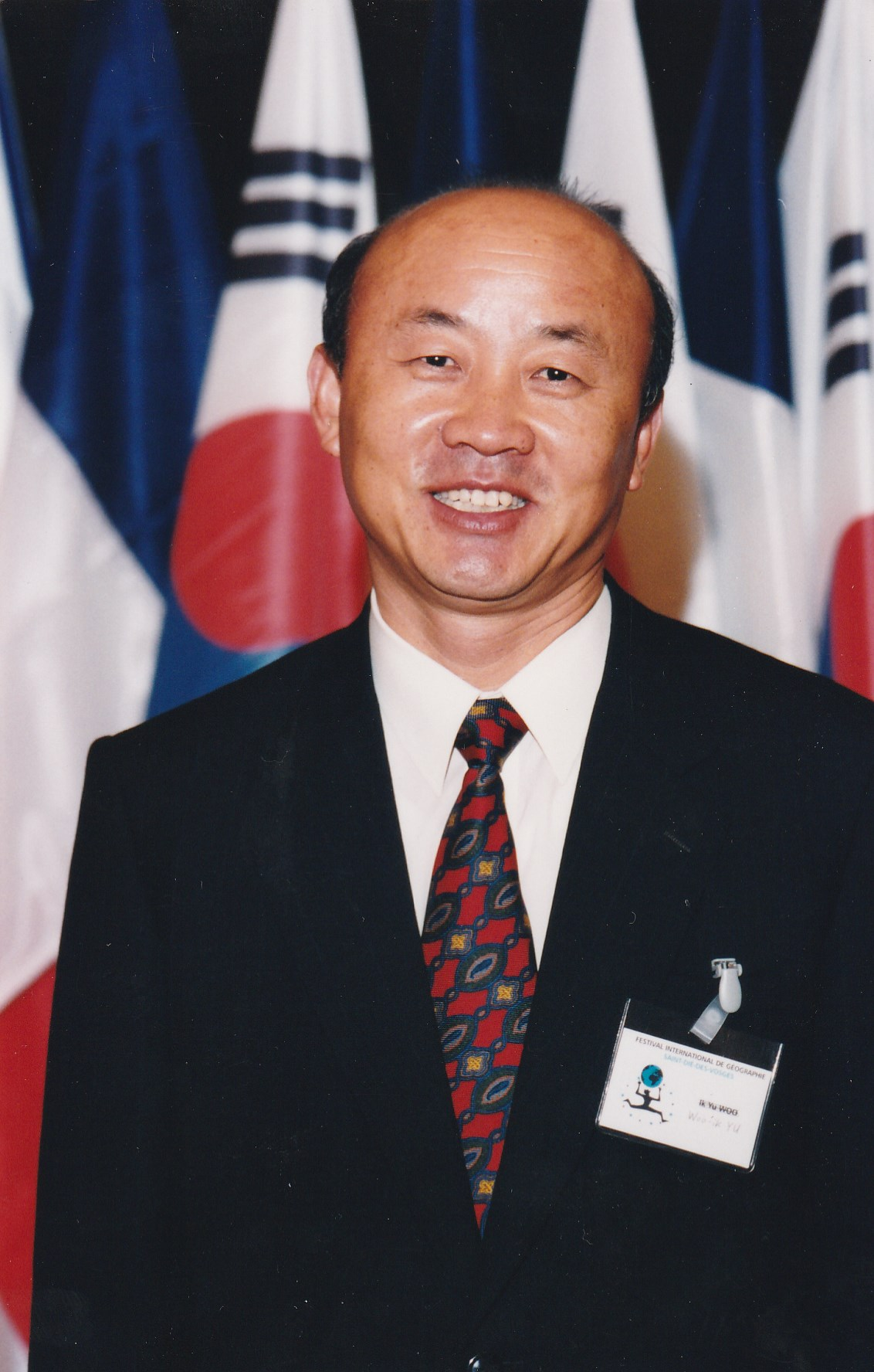
Yu Woo-ik (1999)

Yu Woo-ik (alternativ Ryu Woo-ik, 류우익; * 6. Januar 1950 in Sangju, Korea) ist ein südkoreanischer Politiker, Diplomat und Geograph. Unter Präsident Lee Myung-bak war er 2008 Stabschef im Präsidialamt, von 2009 bis 2011 Botschafter in China und von 2011 bis 2013 Minister für Vereinigungsfragen. Außerdem war er bis 2010 Professor an der Seoul National University und fungierte von 2008 bis 2010 als Generalsekretär der Internationalen Geographischen Union.

## Leben
Yu studierte Geographie an der Seoul National University und promovierte 1980 bei Dietrich Bartels an der Christian-Albrechts-Universität zu Kiel mit der Arbeit Räumliches Verhalten und Sozialstruktur in Ländlichen Räumen – Ein Vergleich zwischen Schleswig-Holstein und Südkorea. Anschließend kehrte er nach Südkorea zurück und wurde Professor an der Seoul National University. Daneben war Yu in verschiedenen politikberatenden Gremien tätig.
Ab 1996 wurde er einer der engsten Berater von Lee Myung-bak. Nach dessen Wahl zum Präsidenten Südkoreas ernannte Lee Anfang 2008 Yu zum Stabschef im Präsidialamt. Von diesem Amt trat er jedoch nur wenige Monate später nach öffentlichen Protesten gegen die Wiederaufnahme von Fleischimporten aus den Vereinigten Staaten zurück. Anschließend kehrte er als Professor an die Seoul National University zurück. Von Dezember 2009 an war Yu für 16 Monate südkoreanischer Botschafter in China. Im August 2011 ernannte Lee ihn zum Minister für Vereinigungsfragen, was er bis zum Ende von dessen Amtszeit Anfang 2013 blieb. Sein Nachfolger wurde Ryoo Kihl-jae.

## Wirken
Zusammen mit Lee entwickelte Yu die Planung für einen Kanal, der die Flüsse Hangang und Nakdonggang verbinden und somit eine längs durch Südkorea führende Wasserstraße ermöglichen sollte. Zwar wurde dieser Plan als Infrastrukturprojekt nie realisiert, mit dem „Vier-Flüsse-Projekt“ aber ein Vorhaben ähnlicher Ausrichtung mit Beteiligung von Yu als vermeintliche Umweltschutzmaßnahme umgesetzt. Auf die negativen ökologischen Folgen wies etwa der Wasserbauingenieur Hans Helmut Bernhart hin. Von Studentenvertretern allgemein kritisiert wurde Yu für die Vermischung von akademischen und politischen Tätigkeiten. Als Minister schlug er vor, einen Fonds einzurichten, mit dem südkoreanische Bürger für den künftigen Aufbaus Nordkoreas Vorsorge leisten sollen.

## Schriften (Auswahl)
- Woo-ik Yu: Räumliches Verhalten und Sozialstruktur in Ländlichen Räumen – Ein Vergleich zwischen Schleswig-Holstein und Südkorea (= Materialien zur geographischen Regionalforschung in Kiel. Band 6). Verein zur Förderung Regionalwissenschaftlicher Analysen, Kiel 1980, ISBN 978-3-921886-06-9.
- Woo-ik Yu: Die Dritte Reflexion – Lehren der deutschen Wiedervereinigung für Korea. Lit Verlag, Berlin, Münster 2022, ISBN 978-3-643-91482-8.